# Rudolf Chowaniok
Rudolf Chowaniok (* 21. prosince 1944–27. ledna 2006) byl český hudebník a baskytarista ve skupině Bukanýři. Působil jako profesionální hudebník v zahraničí.
Jednou, v osmdesátých letech, se zúčastnil se svou skladbou Bratislavské lyry.

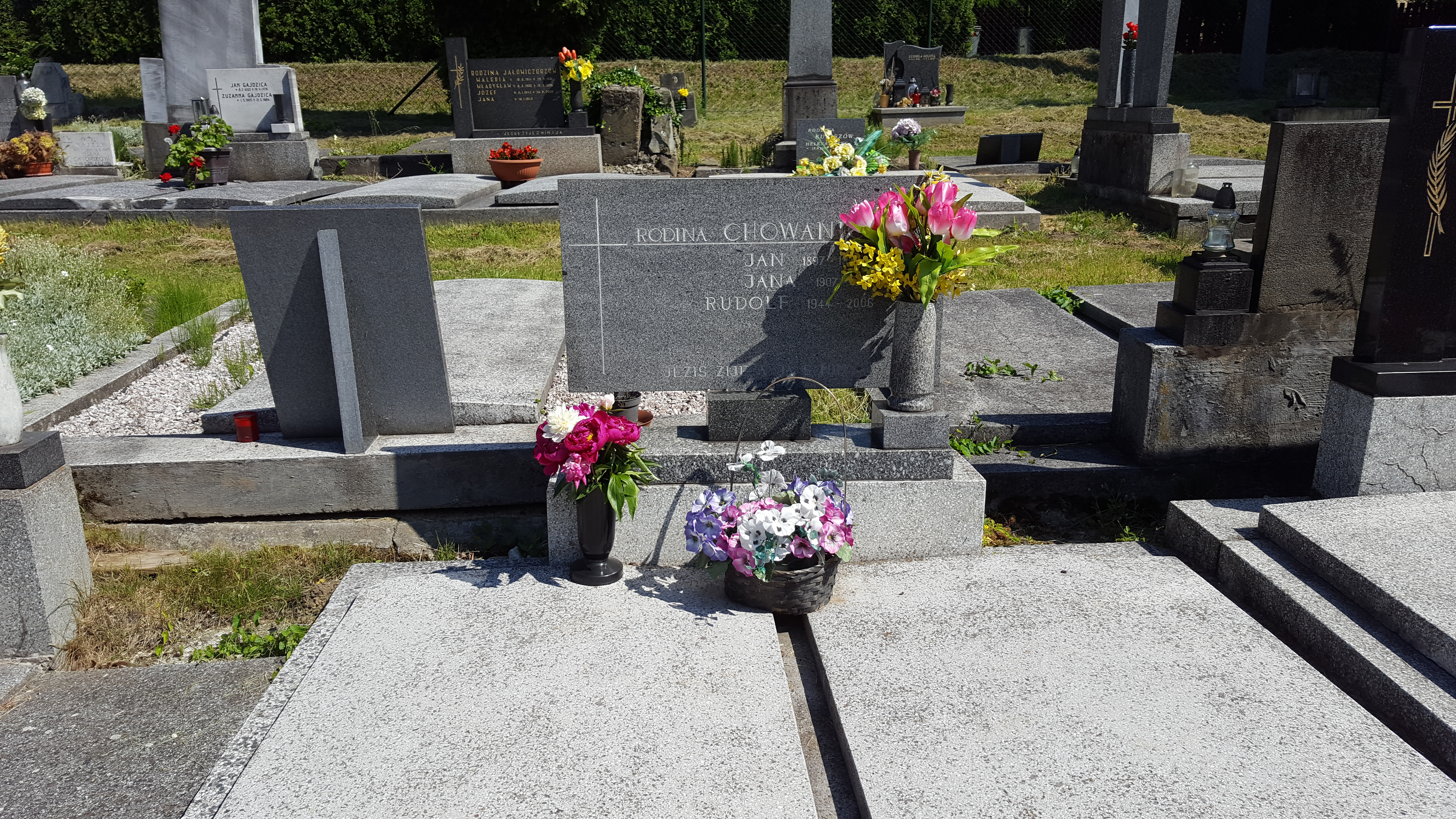
Hrob Rudolfa Chowanioka na hřbitově Pod Zelenou, Dolní Žukov

## Životopis
Narodil se v Českém Těšíně jako starší ze dvou bratrů. Studoval na Ostravské konzervatoři obor trumpeta, ale studia nedokončil.
V Českém Těšíně také zemřel a je pohřben na hřbitově Pod Zelenou v Dolním Žukově v rodinném hrobě.